# Пінгвін білокрилий
Пінгві́н білокри́лий, або мали́й півні́чний (Eudyptula minor albosignata) — підвид пінгвіна малого з родини пінгвінових.

## Опис
Тіло завдовжки до 30 см, вага 1—1,5 кг. За зовнішнім виглядом та будовою дуже схожий на малого пінгвіна. Відрізняється наявністю білих плям на крилах.

## Розповсюдження
Мешкає на південному острові Нової Зеландії. Налічується близько 3750 пар.

## Спосіб життя
Полюбляє мілину, затоки, скелясті місцини, печери, миси. Вдень вони мешкають в колоніях, а вночі розходяться. Полює на здобич вночі. Живиться дрібною рибою, переважно анчоусами, сардинами.
Самиця відкладає відкладає яйця з липня по грудень. Яйця відкладають під деревами, серед рослинності. Пташенята з'являються через 33—39 діб.